# Sigrid Hof

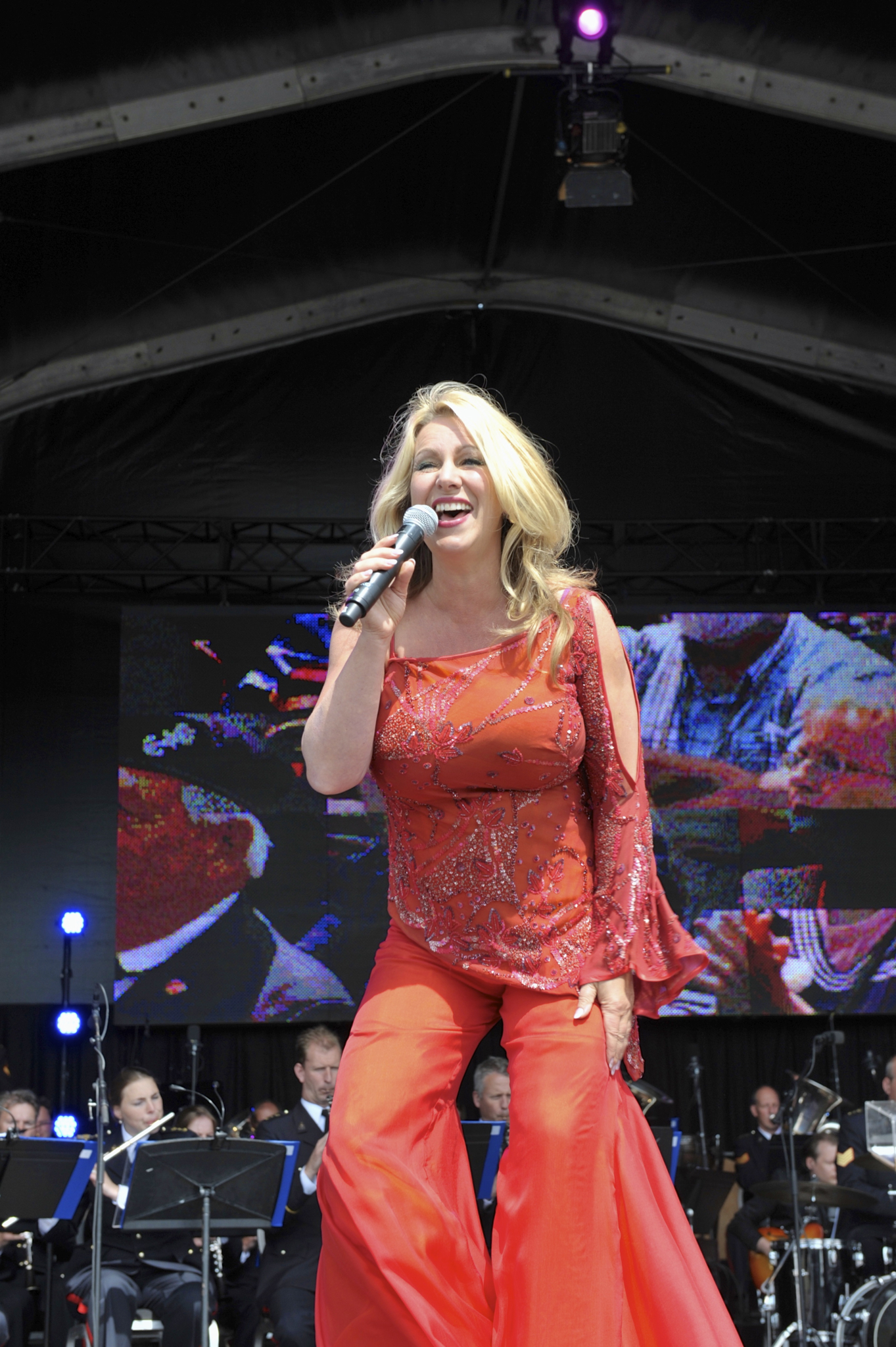
Sigrid Hof bij Veteranendag 2013

Sigrid "Sigi" Hof (geboren circa 1968) is een Nederlands zangeres afkomstig uit Steenwijk.
Ze heeft de vooropleiding van de Kleinkunstacademie gevolgd, maar probeerde zich ook in het klassieke repertoire te bekwamen. Haar eerste professionele optredens volgen als ze twintig is. Daarna is ze vooral te horen als achtergrondzangeres bij uiteenlopende artiesten als Marco Borsato, René Froger en Anita Meyer. 
Als solozangeres nam ze deel aan het Nationaal Songfestival 1992 met het lied Wachten op water, waarvan geen single werd geperst. Wachten op water is geschreven door componist, muziekproducent en songfestivalveteraan Piet Souer, maar het eindigde na de stemming als laatste. In de navolgende periode volgde ze een cursus alternatief therapeute en stond ze met het programma Intens in het theater. In de jaren tien organiseerde ze haar eigen Hartconcerten en gaf ze zangworkshops.